# Segnaletica stradale in Svezia
I segnali stradali in Svezia sono regolati dal Vägmärkesförordningen (Codice della strada svedese) e sono installati a 2 metri dal ciglio della strada e ad un'altezza di 1,6 metri. Su ogni palo sono installabili al massimo 3 segnali (eccezion fatta per i segnali di identificazione della strada), col più importante in cima agli altri; tutti i segnali hanno una pellicola retro-riflettente e quelli più grandi di dimensioni sono auto-illuminati.
Se vi è del testo nei segnali, questo è in lingua svedese e non in inglese (tranne il segnale di fermarsi e dare la precedenza riportante la scritta "STOP").

## Segnali di pericolo
I segnali di pericolo in Svezia, a differenza della maggior parte dei Paesi europei, hanno sfondo giallo e non bianco, mentre hanno una normale forma triangolare. I segnali per gli animali selvatici comprendono anche pittogrammi che non compaiono nei segnali stradali degli altri Paesi europei, come alci o renne.
| Segnale svedese | Significato                                                                | Spiegazione |
|                 | Curva pericolosa a destra                                                  | Presegnala un tratto di strada non rettilineo pericoloso per la limitata visibilità o per caratteristiche del tracciato (curva stretta a destra). |
|                 | Curva pericolosa a sinistra                                                | Presegnala un tratto di strada non rettilineo pericoloso per la limitata visibilità o per caratteristiche del tracciato (curva stretta a sinistra). |
|                 | Doppia curva pericolosa, la prima a destra                                 | Presegnala una doppia curva, di cui la prima a destra. |
|                 | Doppia curva pericolosa, la prima a sinistra                               | Presegnala una doppia curva, di cui la prima a sinistra. |
|                 | Discesa pericolosa                                                         | Presegnala un tratto di strada in discesa secondo il senso di marcia. La pendenza è espressa in percentuale. |
|                 | Salita ripida                                                              | Presegnala un tratto di strada in forte salita secondo il senso di marcia. La pendenza è espressa in percentuale. |
|                 | Strettoia simmetrica                                                       | Segnala un restringimento pericoloso della carreggiata su entrambi i lati. |
|                 | Strettoia asimmetrica a destra                                             | Segnala un restringimento pericoloso della carreggiata posto sul lato destro. |
|                 | Strettoia asimmetrica a sinistra                                           | Segnala un restringimento pericoloso della carreggiata posto sul lato sinistro. |
|                 | Ponte mobile                                                               | Presegnala una struttura stradale mobile comunque manovrabile. |
|                 | Sbocco su argine o molo                                                    | Presegnala il pericolo di caduta in acqua. Può essere integrato con pannelli distanziometrici. |
|                 | Strada deformata                                                           | Segnala un tratto di strada in cattivo stato o con pavimentazione irregolare. |
|                 | Dosso                                                                      | Segnala la presenza di un dosso rallentatore di velocità. |
|                 | Cunetta                                                                    | Segnala un'anomalia altimetrica concava della strada che limita la visibilità. |
|                 | Strada sdrucciolevole                                                      | Presegnala un tratto di strada che in particolari condizioni climatiche od ambientali può diventare sdrucciolevole; nel caso la scivolosità della strada sia dovuta a ghiaccio o neve il segnale è utilizzato solo in maniera eccezionale. |
|                 | Caduta massi                                                               | Presegnala il pericolo di caduta massi dalla parete rocciosa soprastante a destra con possibile presenza di pietre sulla carreggiata. |
|                 | Caduta massi                                                               | Presegnala il pericolo di caduta massi dalla parete rocciosa soprastante a sinistra con possibile presenza di pietre sulla carreggiata. |
|                 | Ghiaia                                                                     | Presegnala la presenza di pietrisco, di materiale minuto o granaglia che può essere proiettato a distanza o scagliato in aria dai veicoli in transito. Il segnale non è utilizzato sulle strade sterrate, in quanto la presenza di pietrisco è ovvia. |
|                 | Attraversamento pedonale                                                   | Segnala l'avvicinarsi di un passaggio pedonale segnalato sulla carreggiata. |
|                 | Pedoni                                                                     | Segnala la possibilità di incontrare pedoni sulla carreggiata. |
|                 | Bambini                                                                    | Segnala luoghi frequentati da bambini, come le scuole, i giardini pubblici, i campi di gioco e simili. |
|                 | Attraversamento di ciclisti e ciclomotoristi                               | Presegnala che una pista ciclabile si immette sulla carreggiata oppure un attraversamento di ciclisti e ciclomotori di classe II contraddistinto da appositi segni sulla carreggiata. |
|                 | Sciatori                                                                   | Segnala la possibilità di incontrare sciatori sulla carreggiata. |
|                 | Cavalieri                                                                  | Segnala la possibilità di incontrare persone che esercitano l'equitazione sulla carreggiata. |
|                 | Attraversamento di alci                                                    | Presegnala un tratto di strada con probabile improvvisa presenza od attraversamento di alci. |
|                 | Attraversamento di animali cervi o caprioli                                | Presegnala un tratto di strada con probabile improvvisa presenza od attraversamento di cervi o caprioli. |
|                 | Attraversamento di animali domestici                                       | Presegnala un tratto di strada con probabile improvvisa presenza od attraversamento di animali domestici. |
|                 | Attraversamento di cavalli                                                 | Presegnala un tratto di strada con probabile improvvisa presenza od attraversamento di cavalli. |
|                 | Attraversamento di renne                                                   | Presegnala un tratto di strada con probabile improvvisa presenza od attraversamento di renne. |
|                 | Attraversamento di pecore                                                  | Presegnala un tratto di strada con probabile improvvisa presenza od attraversamento di pecore. |
|                 | Attraversamento di cinghiali                                               | Presegnala un tratto di strada con probabile improvvisa presenza od attraversamento di cinghiali. |
|                 | inizio lavori                                                              | Presegnala cantieri di lavori in corso, depositi temporanei di materiale, presenza di macchinari adibiti ai lavori stradali. Si noti che l'operaio che compare nel segnale ha le spalle rivolte verso destra e non verso sinistra come accade nel resto dei paesi dell'Europa continentale                                                                             |
|                 | Fine lavori                                                                | Segnala la fine del tratto di strada interessato da cantieri di lavori in corso, depositi temporanei di materiale, presenza di macchinari adibiti ai lavori stradali segnalati dal segnale di lavori. Il segnale non è utilizzato se la fine del tratto interessato dai lavori è ben evidente.                                                                         |
|                 | Semaforo                                                                   | Presegnala un impianto semaforico; salvo casi eccezionali il segnale non è utilizzato sulle strade urbane. |
|                 | Passaggio di aeroplani a bassa quota                                       | Presegnala la possibilità di improvvisi forti rumori o abbagliamenti dovuti ad aeroplani a bassa quota. |
|                 | Vento laterale                                                             | Presegnala la possibilità di forti raffiche di vento laterale. |
|                 | Doppio senso di circolazione                                               | Segnala un tratto di strada che da senso unico diventa a doppio senso. |
|                 | Galleria                                                                   | Presegnala una galleria. |
|                 | Banchina cedevole o alto scalino laterale                                  | Presegnala un tratto di strada con una banchina cedevole od uno scalino laterale cedevole. |
|                 | Intersezione                                                               | Presegnala un incrocio in cui vige la regola generale di dare la precedenza a destra. |
|                 | Intersezione con strada che non ha priorità                                | Presegnala un incrocio con una strada di minore importanza in cui si ha la precedenza sui veicoli provenienti sia da destra che da sinistra. |
|                 | Intersezione con priorità con una strada secondaria in direzione diagonale | Presegnala un incrocio con strade di minore importanza che non hanno diritto di precedenza e che incrocia la strada che si sta percorrendo in direzione diagonale. |
|                 | Intersezione con priorità sulla strada secondaria a sinistra               | Presegnala un incrocio con una strada di minore importanza che non ha diritto di precedenza e che si immette da sinistra. |
|                 | Intersezione con priorità su una strada entrante da sinistra               | Presegnala un incrocio con corsia di accelerazione od una confluenza sul lato sinistro della carreggiata. |
|                 | Intersezione con priorità sulla strada secondaria a destra                 | Presegnala un incrocio con una strada di minore importanza che non ha diritto di precedenza e che si immette da destra. |
|                 | Intersezione con priorità su una strada entrante da destra                 | Presegnala un incrocio con corsia di accelerazione od una confluenza sul lato destro della carreggiata. |
|                 | Intersezione con priorità su strade entranti da sinistra in curva          | Presegnala un incrocio con strade provenienti dal lato sinistro della carreggiata e che si immettono nella carreggiata principale in curva. |
|                 | Intersezione con priorità su strade entranti da destra in curva            | Presegnala un incrocio con strade provenienti dal lato destro della carreggiata e che si immettono nella carreggiata principale in curva. |
|                 | Intersezione con circolazione rotatoria                                    | Segnala, sulle strade urbane e extraurbane, una intersezione regolata da circolazione rotatoria. |
|                 | Attenzione a veicoli a bassa velocità                                      | Presegnala un tratto di strada in cui si possono incontrare veicoli che viaggiano a velocità bassa. |
|                 | Attenzione a veicoli a trazione equina                                     | Presegnala un tratto di strada in cui si possono incontrare veicoli a trazione equina e che viaggiano a velocità bassa. |
|                 | Attenzione a veicoli a trazione canina                                     | Presegnala un tratto di strada in cui si possono incontrare veicoli a trazione canina e che viaggiano a velocità bassa. |
|                 | Attenzione alle motoslitte                                                 | Presegnala un tratto di strada in cui si possono incontrare motoslitte. |
|                 | Coda                                                                       | Presegnala un tratto di strada in cui è in atto un forte rallentamento od una coda del traffico. |
|                 | Passaggio a livello con barriere                                           | Segnala un passaggio a livello con barriere ed è integrato con il pannello distanziometrico a tre barre rosse. |
|                 | Passaggio a livello senza barriere                                         | Segnala un passaggio a livello senza barriere ed è integrato con il pannello distanziometrico a tre barre rosse. |
|                 | Attraversamento di tram                                                    | Segnala attraversamento tranviario. |
|                 | Pannelli distanziometrici                                                  | Indicano la distanza dal passaggio a livello o dal ponte mobile per il quale vengono installati. Sono posti sul lato destro della carreggiata |
|                 | Incrocio con un passaggio a livello con un solo binario                    | Segnala un passaggio a livello od un attraversamento tranviario con un solo binario, ed invita quindi i conducenti alla massima prudenza, invitandoli a fermarsi immediatamente se fossero attive le due luci rosse lampeggianti e/o il segnale acustico che indicano l'avvicinarsi del treno. Può anche essere installata in verticale per ragioni di minor ingombro. |
|                 | Incrocio con un passaggio a livello a più di un binario                    | Segnala un passaggio a livello od attraversamento tranviario con più di un binario, ed invita quindi i conducenti alla massima prudenza, invitandoli a fermarsi immediatamente se fossero attive le due luci rosse lampeggianti e/o il segnale acustico che indicano l'avvicinarsi del treno. Può anche essere installata in verticale per ragioni di minor ingombro.  |
|                 | Altri pericoli                                                             | Segnala un pericolo diverso da quelli indicati negli altri segnali di pericolo. |
|                 | Incidente                                                                  | Indica di prestare attenzione perché è avvenuto un incidente. |

## Segnali di priorità
I segnali di priorità in Svezia hanno sfondo giallo, eccezion fatta per il segnale di fermarsi e dare la precedenza che è nella classica forma ottagonale con bordi e scritta bianchi.
| Segnale svedese | Significato                                        | Spiegazione |
|                 | Dare precedenza                                    | Prescrive un incrocio in cui è necessario dare precedenza in corrispondenza della linea orizzontale.                                                          |
|                 | Fermarsi e dare la precedenza                      | Prescrive l'obbligo di arrestarsi in ogni caso in corrispondenza della striscia trasversale di arresto ad un incrocio e di dare precedenza.                   |
|                 | Passaggio pedonale                                 | Indica un attraversamento pedonale non regolato da semaforo e non in corrispondenza di un incrocio stradale.                                                  |
|                 | Strada con diritto di precedenza                   | Indica l'inizio di una strada il cui traffico ha diritto di precedenza.                                                                                       |
|                 | Fine della strada con diritto di precedenza        | Indica la fine di una strada il cui traffico ha diritto di precedenza.                                                                                        |
|                 | Precedenza ai veicoli provenienti in senso inverso | Prescrive di dare precedenza ai veicoli provenienti in direzione opposta in una strada a doppio senso che consente il passaggio di una sola fila di veicoli.  |
|                 | Precedenza rispetto al traffico inverso            | Indica la precedenza rispetto ai veicoli provenienti in direzione opposta in una strada a doppio senso che consente il passaggio di una sola fila di veicoli. |

## Segnali di divieto
I segnali di divieto in Svezia sono rotondi con sfondo giallo, eccezion fatta per i segnali di divieto di sosta e quello di divieto di fermata che hanno il classico sfondo blu.
| Segnale svedese | Significato                                                                        | Spiegazione |
|                 | Divieto di accesso                                                                 | Vieta di entrare in una strada accessibile invece in un altro senso. |
|                 | Divieto di transito                                                                | Vieta a tutti i veicoli di entrare in una strada. |
|                 | Divieto di circolazione ai veicoli a motore tranne che ai ciclomotori di classe II | Vieta il transito a tutti i veicoli a motore tranne che ai ciclomotori di classe II. |
|                 | Divieto di circolazione per i veicoli a motore tranne quelli a due ruote           | Vieta il transito a tutti i veicoli a motore eccetto quelli a due ruote. |
|                 | Divieto di circolazione per i motocicli e per i ciclomotori di classe I            | Vieta il transito a tutti i motocicli e ai ciclomotori di classe I. |
|                 | Divieto di circolazione per i rimorchi                                             | Vieta il transito a tutti i veicoli con un rimorchio (eccetto quelli con i semirimorchi). |
|                 | Divieto di circolazione per i mezzi destinati al trasporto merci                   | Vieta il transito ai veicoli da trasporto non adibiti al trasporto di persone. |
|                 | Divieto di circolazione ai mezzi agricoli                                          | Vieta il transito a tutti i mezzi agricoli e ai mezzi d'opera di classe II. |
|                 | Divieto di circolazione per i veicoli che trasportano merci pericolose             | Vieta il transito ai veicoli che trasportano merci pericolose, come esplosivi, benzina, materie tossiche o radioattive. |
|                 | Divieto di circolazione alle biciclette ed ai ciclomotori di classe II             | Vieta il transito alle biciclette ed ai ciclomotori di classe II. |
|                 | Divieto di circolazione per i ciclomotori di classe II                             | Vieta il transito ai ciclomotori di classe II. |
|                 | Accesso vietato ai veicoli a trazione animale                                      | Vieta il transito ai veicoli a trazione animale. |
|                 | Accesso vietato alle motoslitte                                                    | Vieta il transito alle motoslitte e ai mezzi fuoristrada. |
|                 | Accesso vietato agli animali da sella                                              | Vieta il transito agli animali da sella. |
|                 | Accesso vietato ai pedoni                                                          | Vieta il transito ai pedoni. |
|                 | Larghezza massima                                                                  | Vieta il transito ai veicoli aventi larghezza superiore a quella indicata in metri. |
|                 | Altezza massima                                                                    | Vieta il transito ai veicoli aventi altezza superiore a quella indicata in metri. |
|                 | Lunghezza massima                                                                  | Vieta il transito ai veicoli od ai complessi di veicoli di lunghezza superiore alla lunghezza indicata in metri. |
|                 | Distanza minima                                                                    | Vieta di seguire il veicolo che precede ad una distanza inferiore a quella indicata, in metri, sul segnale. |
|                 | Peso massimo                                                                       | Vieta il transito ai veicoli aventi massa superiore a quella indicata in tonnellate al momento del transito. |
|                 | Peso massimo di autocarri ed autotreni                                             | Vieta il transito agli autocarri ed autotreni aventi massa superiore a quella indicata in tonnellate al momento del transito. |
|                 | Divieto di transito alla classe di autocarri indicata                              | Vieta il transito agli autocarri ed autotreni della II classe. |
|                 | Divieto di transito alla classe di autocarri indicata                              | Vieta il transito agli autocarri ed autotreni della III classe. |
|                 | Peso massimo sull'asse                                                             | Vieta il transito ai veicoli aventi sull'asse più caricato una massa superiore a quella indicata al momento del transito. |
|                 | Peso massimo sulla coppia di assi                                                  | Vieta il transito ai veicoli aventi sulla coppia di assali gemelli più caricata una massa superiore a quella indicata al momento del transito.                                                                                       |
|                 | Divieto di svoltare a sinistra                                                     | Vieta di svoltare a sinistra al prossimo incrocio. |
|                 | Divieto di svoltare a destra                                                       | Vieta di svoltare a destra al prossimo incrocio. |
|                 | Divieto d'inversione                                                               | Vieta di effettuare un'inversione di marcia. |
|                 | Divieto di sorpasso                                                                | Vieta di sorpassare i veicoli a motore tranne che i ciclomotori a due ruote e i motocicli a due ruote senza sidecar. |
|                 | Fine divieto di sorpasso                                                           | Indica la fine del divieto a tutti i veicoli di sorpassare i veicoli a motore diversi dai ciclomotori a due ruote e dai motocicli a due ruote senza sidecar.                                                                         |
|                 | Divieto di sorpasso per gli autocarri                                              | Indica il divieto a tutti i veicoli, non adibiti al trasporto di persone, di massa a pieno carico superiore a 3,5 t di sorpassare i veicoli a motore tranne che i ciclomotori a due ruote e i motocicli a due ruote senza sidecar.   |
|                 | Fine del divieto di sorpasso per gli autocarri                                     | Indica la fine del divieto a tutti i veicoli non adibiti al trasporto di persone di massa a pieno carico oltre 3,5 t di sorpassare i veicoli a motore diversi dai ciclomotori a due ruote e dai motocicli a due ruote senza sidecar. |
|                 | Velocità massima                                                                   | Indica la velocità massima in chilometri orari alla quale i veicoli possono procedere immediatamente dopo il segnale. |
|                 | Fine della velocità massima                                                        | Indica la fine del limite sulla velocità massima alla quale i veicoli possono procedere e ripristina il consueto limite di velocità relativo alla strada percorsa.                                                                   |
|                 | Fermarsi alla dogana                                                               | Obbliga i conducenti all'arresto per i controlli doganali in prossimità delle frontiere nazionali. |
|                 | Fermarsi per controlli                                                             | Obbliga i conducenti all'arresto per i controlli specificati all'interno del segnale. |
|                 | Divieto di sosta                                                                   | Vieta la sosta, fermata prolungata (parcheggio) ai veicoli, in quei luoghi dove per regola generale non vige tale divieto. |
|                 | Divieto di sosta nei giorni dispari                                                | Vieta la sosta, fermata prolungata (parcheggio) ai veicoli, in quei luoghi dove per regola generale non vige tale divieto soltanto nei giorni dispari.                                                                               |
|                 | Divieto di sosta nei giorni pari                                                   | Vieta la sosta, fermata prolungata (parcheggio) ai veicoli, in quei luoghi dove per regola generale non vige tale divieto soltanto nei giorni pari.                                                                                  |
|                 | Divieto di sosta a giorni alterni                                                  | Vieta la sosta, fermata prolungata (parcheggio) ai veicoli, sul lato destro della carreggiata nei giorni dispari ed in quello sinistro nei giorni pari.                                                                              |
|                 | Divieto di fermata                                                                 | Vieta la sosta e la fermata o qualsiasi temporanea sospensione della marcia ai veicoli. |
|                 | Divieto di sosta e di fermata per carico e scarico                                 | Consente la sosta e la fermata unicamente per le operazioni di carico e scarico merci. |
|                 | Posti riservati ai taxi                                                            | Consente la sosta e la fermata unicamente alle auto di trasporto pubblico. |
|                 | Posti riservati ai bus                                                             | Consente la sosta e la fermata unicamente agli autobus. |
|                 | Posti riservati alle ambulanze                                                     | Consente la sosta e la fermata unicamente alle ambulanze. |
|                 | Posti riservati agli scuolabus                                                     | Consente la sosta e la fermata unicamente agli scuolabus. |
|                 | Posti riservati alle auto a noleggio                                               | Consente la sosta e la fermata unicamente alle auto a noleggio. |
|                 | Fine del divieto di sosta e di fermata per carico e scarico                        | Indica la fine dei posti riservati alle operazioni di carico e scarico merci. |
|                 | Fine dei posti riservati ai taxi                                                   | Indica il termine dei posti riservati unicamente alle auto di trasporto pubblico. |
|                 | Fine dei posti riservati ai bus                                                    | Indica il termine dei posti riservati unicamente agli autobus. |
|                 | Fine dei posti riservati alle ambulanze                                            | Indica il termine dei posti riservati unicamente alle ambulanze. |
|                 | Fine dei posti riservati agli scuolabus                                            | Indica il termine dei posti riservati unicamente agli scuolabus. |
|                 | Fine dei posti riservati alle auto a noleggio                                      | Indica il termine dei posti riservati unicamente alle auto a noleggio. |
|                 | Divieto di sosta per punto di svolta                                               | Prescrive il divieto di sosta per la presenza di un punto di svolta. |
|                 | Divieto di fermata per punto di svolta                                             | Prescrive il divieto di fermata per la presenza di un punto di svolta. |
|                 | Fine del divieto di sosta per punto di svolta                                      | Indica la fine del divieto di sosta per la presenza di un punto di svolta. |
|                 | Fine del divieto di fermata per punto di svolta                                    | Indica la fine del divieto di fermata per la presenza di un punto di svolta. |
|                 | Divieto di transito con pneumatici chiodati                                        | Proibisce l'accesso ai veicoli dotati di pneumatici chiodato invernali. |

## Segnali di obbligo
I segnali di obbligo in Svezia sono rotondi con sfondo blu ed indicazioni bianche.
| Segnale svedese | Significato                                                                                  | Spiegazione |
|                 | Direzione obbligatoria a sinistra                                                            | Indica che la sola direzione consentita al conducente è quella di andare a sinistra. |
|                 | Direzione obbligatoria a destra                                                              | Indica che la sola direzione consentita al conducente è quella di andare a destra. |
|                 | Direzione obbligatoria dritto                                                                | Indica che la sola direzione consentita al conducente è quella di andare dritta. |
|                 | Preavviso di direzione obbligatoria a sinistra                                               | Preavvisa che la sola direzione consentita al conducente è quella di andare a sinistra. |
|                 | Preavviso di direzione obbligatoria a destra                                                 | Preavvisa che la sola direzione consentita al conducente è quella di andare a destra. |
|                 | Circolare diritto o svoltare a sinistra                                                      | Direzioni consentite a dritto ed a sinistra. |
|                 | Circolare diritto o svoltare a destra                                                        | Direzioni consentite a dritto ed a destra. |
|                 | Svoltare a destra o a sinistra                                                               | Direzioni obbligatorie a destra ed a sinistra. |
|                 | Passaggio obbligatorio a destra                                                              | Obbliga i conducenti a passare a destra dell'ostacolo come un cantiere, uno spartitraffico, un salvagente o un'isola di traffico.                                                               |
|                 | Passaggio obbligatorio a sinistra                                                            | Obbliga i conducenti a passare a sinistra dell'ostacolo come un cantiere, uno spartitraffico, un salvagente o un'isola di traffico.                                                             |
|                 | Passaggio obbligatorio a destra o sinistra                                                   | Obbliga i conducenti a passare a destra o a sinistra dell'ostacolo come un cantiere, uno spartitraffico, un salvagente o un'isola di traffico.                                                  |
|                 | Intersezione con percorso rotatorio obbligato                                                | Indica ai conducenti l'obbligo di circolare nel verso antiorario indicato dalle frecce attorno all'area di rotazione. È posto subito prima di una piazza dove si svolge circolazione rotatoria. |
|                 | Pista ciclabile                                                                              | Indica l'inizio di un percorso riservato alle biciclette e, salvo diversa indicazione, ai ciclomotori di classe II.                                                                             |
|                 | Percorso pedonale                                                                            | Indica un percorso riservato ai pedoni. |
|                 | Percorso misto pedonale e ciclabile                                                          | Indica l'inizio di un percorso riservato ai pedoni, alle biciclette e, salvo diversa indicazione, ai ciclomotori di classe II.                                                                  |
|                 | Percorso ciclabile adiacente al marciapiede                                                  | Indica l'inizio di un percorso ciclabile contiguo al marciapiede. |
|                 | Strada per animali da sella                                                                  | Indica l'inizio di un percorso riservato agli animali da sella; su tale percorso è comunque consentito il transito di pedoni.                                                                   |
|                 | Strada per motoslitte                                                                        | Indica l'inizio di un percorso riservato alle motoslitte e ai veicoli fuoristrada; su tale percorso è comunque consentito il transito di pedoni.                                                |
|                 | Strada per autobus                                                                           | Indica l'inizio di un percorso riservato agli autobus. |
|                 | Fine della strada per autobus                                                                | Indica la fine del percorso riservato agli autobus. |
|                 | Fine della pista ciclabile                                                                   | Indica la fine del percorso riservato alle biciclette. |
|                 | Fine del percorso pedonale                                                                   | Indica la fine del percorso riservato ai pedoni. |
|                 | Fine del percorso misto pedonale e ciclabile                                                 | Indica la fine del percorso riservato ai pedoni ed alle biciclette. |
|                 | Fine del percorso ciclabile adiacente al marciapiede                                         | Indica la fine del percorso ciclabile contiguo al marciapiede. |
|                 | Fine della strada per animali da sella                                                       | Indica la fine del percorso riservato agli animali da sella. |
|                 | Fine della strada per motoslitte                                                             | Indica la fine del percorso riservato alle motoslitte. |
|                 | Direzione obbligatoria per veicoli che trasportano merci pericolose                          | Indica la direzione in cui devono obbligatoriamente svoltare i veicoli che trasportano merci pericolose.                                                                                        |
|                 | Direzione obbligatoria per veicoli che trasportano merci pericolose della categoria indicata | Indica la direzione in cui devono obbligatoriamente svoltare i veicoli che trasportano merci pericolose della categoria indicata.                                                               |

## Segnali di indicazione
| Segnale svedese | Significato | Spiegazione |
|                 | Autostrada | Indica l'inizio di un'autostrada. |
|                 | Fine dell'autostrada | Indica la fine di un'autostrada. |
|                 | Strada riservata ai veicoli a motore                                                                                           | Indica l'inizio di una strada riservata ai veicoli a motore. |
|                 | Fine strada riservata ai veicoli a motore                                                                                      | Indica la fine di una strada riservata ai veicoli a motore. |
|                 | Centro abitato | Indica l'inizio di un centro abitato. |
|                 | Fine del centro abitato | Indica la fine di un centro abitato. |
|                 | Zona pedonale | Indica l'inizio di una zona pedonale. |
|                 | Fine della zona pedonale | Indica la fine della zona pedonale. |
|                 | Strada residenziale | Indica l'inizio di una zona residenziale. |
|                 | Fine della strada residenziale                                                                                                 | Indica la fine di una zona residenziale. |
|                 | Velocità consigliata | Indica la velocità consigliata nel tratto di strada. |
|                 | Fine velocità consigliata | Indica la fine di un tratto con velocità consigliata. |
|                 | Velocità massima raccomandata                                                                                                  | Indica la velocità massima raccomandata nel tratto di strada; si tratta di un segnale a messaggio variabile.                                                                |
|                 | Fine velocità massima raccomandata                                                                                             | Indica la fine di un tratto con velocità raccomandata; si tratta di un segnale a messaggio variabile.                                                                       |
|                 | Confluenza | Indica la confluenza di due strade in una sola. |
|                 | Senso unico | Segnala il termine del doppio senso di circolazione all'interno di una carreggiata.                                                                                         |
|                 | Senso unico | Segnala il termine del doppio senso di circolazione all'interno di una carreggiata.                                                                                         |
|                 | Strada senza uscita | Indica una strada senza uscita per tutti i veicoli. |
|                 | Preavviso di strada senza uscita                                                                                               | Preavvisa una strada senza uscita per tutti i veicoli. |
|                 | Preavviso di strada senza uscita                                                                                               | Preavvisa una strada senza uscita per tutti i veicoli. |
|                 | Strada senza uscita tranne che per biciclette e ciclomotori di classe II                                                       | Indica una strada senza uscita per tutti i veicoli continuando come pista ciclabile.                                                                                        |
|                 | Luogo d'incontro | Indica, sulle strade strette, un allargamento della strada tramite il quale i veicoli che provengono da direzioni opposte possono incrociarsi e passare in maniera agevole. |
|                 | Parcheggio | Indica un parcheggio autorizzato. Consente la sosta a tempo indeterminato salvo indicazioni differenti.                                                                     |
|                 | Parcheggio di scambio | Indica parcheggio dal quale è possibile prendere il mezzo di trasporto pubblico indicato.                                                                                   |
|                 | Zona a divieto di sosta | Indica una zona in cui vige il divieto di sosta. |
|                 | Zona a traffico limitato | Indica una zona a traffico limitato. |
|                 | Zona con divieto di circolazione per i mezzi a motore                                                                          | Indica una zona in cui vige il divieto di circolazione per i mezzi a motore.                                                                                                |
|                 | Zona con divieto di circolazione per i mezzi a motore con più di 4 rutote                                                      | Indica una zona in cui vige il divieto di circolazione per i mezzi a motore con più di quattro ruote.                                                                       |
|                 | Zona con divieto di circolazione per i rimorchi                                                                                | Indica una zona in cui vige il divieto di circolazione per i rimorchi. |
|                 | Zona con divieto di circolazione per gli autocarri                                                                             | Indica una zona in cui vige il divieto di circolazione per gli autocarri.                                                                                                   |
|                 | Zona con divieto di circolazione per le macchine agricole                                                                      | Indica una zona in cui vige il divieto di circolazione per le macchine agricole.                                                                                            |
|                 | Zona con divieto di circolazione per i mezzi più alti di ... m                                                                 | Indica una zona in cui vige il divieto di circolazione per i mezzi più alti della misura riportata.                                                                         |
|                 | Zona con divieto di circolazione per i mezzi più lunghi di ... m                                                               | Indica una zona in cui vige il divieto di circolazione per i mezzi più lunghi della misura riportata.                                                                       |
|                 | Zona con divieto di circolazione per i mezzi più pesanti di ... t                                                              | Indica una zona in cui vige il divieto di circolazione per i mezzi più pesanti della misura riportata.                                                                      |
|                 | Zona con divieto di circolazione per i mezzi la cui somma delle masse sia più alta di ... t                                    | Indica una zona in cui vige il divieto di circolazione per i mezzi la cui somma delle masse sia più alta del peso riportato.                                                |
|                 | Zona con divieto di circolazione per i mezzi con massa per asse maggiore di ... t                                              | Indica una zona in cui vige il divieto di circolazione per i mezzi con massa per asse maggiore di ... t.                                                                    |
|                 | Zona con divieto di circolazione per i mezzi con massa per coppia di assi maggiore di ... t                                    | Indica una zona in cui vige il divieto di circolazione per i mezzi con massa per coppia di assi maggiore di ... t.                                                          |
|                 | Zona con divieto di sosta sul lato destro della carreggiata nei giorni dispari e su quello sinistro nei giorni pari            | Indica una zona in cui vige il divieto di sosta sul lato destro della carreggiata nei giorni dispari e su quello sinistro nei giorni pari.                                  |
|                 | Zona a divieto di fermata | Indica una zona in cui vige il divieto di fermata. |
|                 | Zona con parcheggio per ... minuti                                                                                             | Indica una zona in cui si può parcheggiare per il tempo indicato nel segnale.                                                                                               |
|                 | Fine della zona a divieto di sosta                                                                                             | Indica la fine della zona in cui vige il divieto di sosta. |
|                 | Fine della zona a traffico limitato                                                                                            | Indica la fine della zona a traffico limitato. |
|                 | Fine della zona con divieto di circolazione per i mezzi a motore                                                               | Indica la fine della zona in cui vige il divieto di circolazione per i mezzi a motore.                                                                                      |
|                 | Fine della zona con divieto di circolazione per i mezzi a motore con più di 4 rutote                                           | Indica la fine della zona in cui vige il divieto di circolazione per i mezzi a motore con più di quattro ruote.                                                             |
|                 | Fine della zona con divieto di circolazione per i rimorchi                                                                     | Indica la fine della zona in cui vige il divieto di circolazione per i rimorchi.                                                                                            |
|                 | Fine della zona con divieto di circolazione per gli autocarri                                                                  | Indica la fine della zona in cui vige il divieto di circolazione per gli autocarri.                                                                                         |
|                 | Fine della zona con divieto di circolazione per le macchine agricole                                                           | Indica la fine della zona in cui vige il divieto di circolazione per le macchine agricole.                                                                                  |
|                 | Fine della zona con divieto di circolazione per i mezzi più alti di ... m                                                      | Indica la fine della zona in cui vige il divieto di circolazione per i mezzi più alti della misura riportata.                                                               |
|                 | Fine della zona con divieto di circolazione per i mezzi più lunghi di ... m                                                    | Indica la fine della zona in cui vige il divieto di circolazione per i mezzi più lunghi della misura riportata.                                                             |
|                 | Fine della zona con divieto di circolazione per i mezzi più pesanti di ... t                                                   | Indica la fine della zona in cui vige il divieto di circolazione per i mezzi più pesanti della misura riportata.                                                            |
|                 | Fine della zona con divieto di circolazione per i mezzi la cui somma delle masse sia più alta di ... t                         | Indica la fine della zona in cui vige il divieto di circolazione per i mezzi la cui somma delle masse sia più alta del peso riportato.                                      |
|                 | Fine della zona con divieto di circolazione per i mezzi con massa per asse maggiore di ... t                                   | Indica la fine della zona in cui vige il divieto di circolazione per i mezzi con massa per asse maggiore di ... t.                                                          |
|                 | Fine della zona con divieto di circolazione per i mezzi con massa per coppia di assi maggiore di ... t                         | Indica la fine della zona in cui vige il divieto di circolazione per i mezzi con massa per coppia di assi maggiore di ... t.                                                |
|                 | Fine della zona con divieto di sosta sul lato destro della carreggiata nei giorni dispari e su quello sinistro nei giorni pari | Indica la fine della zona in cui vige il divieto di sosta sul lato destro della carreggiata nei giorni dispari e su quello sinistro nei giorni pari.                        |
|                 | Fine della zona a divieto di fermata                                                                                           | Indica la fine della zona in cui vige il divieto di fermata. |
|                 | Fine della zona con parcheggio per ... minuti                                                                                  | Indica la fine della zona in cui si può parcheggiare per il tempo indicato nel segnale.                                                                                     |
|                 | Fermata di autobus | Segnala una fermata di autobus. |
|                 | Parcheggio riservato ai taxi                                                                                                   | Segnala un parcheggio riservato ai taxi. |
|                 | Controllo di velocità | Indica un posto di rilevazione automatica della velocità. |
|                 | Pagamento pedaggio | Indica una stazione di pagamento del pedaggio. |
|                 | Galleria | Indica l'inizio di una galleria e la eventuale lunghezza. |
|                 | Piazzuola di fermata per veicoli in panne                                                                                      | Indica una piazzola dove è consentita la fermata di veicoli in panne. |
|                 | Uscita di emergenza | Indica un'uscita di emergenza. |
|                 | Direzione e distanza per l'uscita di emergenza                                                                                 | Indica la distanza e la direzione per la più vicina uscita di emergenza. |

## Segnali di orientamento
| Segnale svedese | Significato                                                                                    | Spiegazione |
|                 | Presegnalazione di direzioni su strada extraurbana                                             | Indica le direzioni raggiungibili al prossimo incrocio su strada extraurbana.                                                                    |
|                 | Presegnalazione di rotatoria                                                                   | Indica le direzioni raggiungibili alla rotatoria che si andrà a raggiungere.                                                                     |
|                 | Presegnalazione di direzioni su strada extraurbana principale con divieto di svolta a sinistra | Indica le direzioni raggiungibili al prossimo incrocio lungo una strada extraurbana principale con un divieto di svolta a sinistra all'incrocio. |
|                 | Presegnalazione di direzioni su strada extraurbana principale                                  | Indica le direzioni raggiungibili al prossimo incrocio lungo una strada extraurbana principale.                                                  |
|                 | Presegnalazione di direzioni su strada extraurbana principale                                  | Indica le direzioni raggiungibili al prossimo incrocio lungo una strada extraurbana principale.                                                  |
|                 | Cartello indicatore su strada extraurbana principale                                           | Indica le direzioni raggiungibili al prossimo incrocio lungo una strada extraurbana principale.                                                  |
|                 | Uscita lungo strada extraurbana principale                                                     | Indica un'uscita lungo una strada extraurbana principale.                                                                                        |
|                 | Presegnalazione di direzioni su strada comune a ponte                                          | Indica le direzioni raggiungibili al prossimo incrocio lungo una strada comune e posto a scavalco sopra la carreggiata.                          |
|                 | Indicazione di strada maestra                                                                  | Indica la direzione principale raggiungibile lungo una strada.                                                                                   |
|                 | Inizio del comune                                                                              | Indica l'inizio di un centro abitato. |
|                 | Nome strada                                                                                    | Indica il nome della strada lungo la quale è installato.                                                                                         |
|                 | Corso d'acqua                                                                                  | Indica il nome corso d'acqua sopra il quale passa la strada.                                                                                     |
|                 | Segnale di conferma per le strade convenzionali                                                | Indica la distanza dalle località indicate nel segnale.                                                                                          |
|                 | Numero strada europea                                                                          | Identifica una strada europea. |
|                 | Numero strada statale                                                                          | Identifica una strada statale. |
|                 | Numero strada statale secondaria                                                               | Identifica una strada statale. |
|                 | Numero strada secondaria                                                                       | Identifica una strada secondaria. |
|                 | Aumento delle corsie disponibili                                                               | Indica un aumento delle corsie disponibili. |
|                 | Riduzione delle corsie disponibili                                                             | Indica una riduzione delle corsie disponibili.                                                                                                   |
|                 | Utilizzo delle corsie                                                                          | Indica l'utilizzo delle corsie disponibili. |
|                 | Utilizzo delle corsie in un incrocio                                                           | Indica la canalizzazione che si ha nel prossimo incrocio.                                                                                        |
|                 | Ingresso in uno Stato UE                                                                       | Indica l'ingresso nel territorio di uno Stato membro UE.                                                                                         |
|                 | Preavviso di deviazione                                                                        | Preavvisa una deviazione lungo la strada che si sta percorrendo.                                                                                 |
|                 | Deviazione                                                                                     | Indica una deviazione lungo la strada che si sta percorrendo.                                                                                    |
|                 | Fine corsia per lavori                                                                         | Indica una riduzione del numero di corsie a causa di lavori.                                                                                     |
|                 | Corsia chiusa per lavori                                                                       | Indica una chiusura di una o più corsie a causa di lavori.                                                                                       |
|                 | Numero dell'uscita                                                                             | Indica il numero dell'uscita. |
|                 | Circonvallazione                                                                               | Indica una strada che funge da circonvallazione ad un centro urbano.                                                                             |

## Segnali di localizzazione
| Segnale svedese | Significato                                       | Spiegazione                                                                           |
|                 | Posta                                             | Indica la presenza di un ufficio postale.                                             |
|                 | Telefono                                          | Indica un telefono pubblico.                                                          |
|                 | Radio informazioni stradali                       | Indica la frequenza sulla quale si possono ricevere notizie sullo stato del traffico. |
|                 | Pronto soccorso                                   | Indica la presenza di un pronto soccorso.                                             |
|                 | Zona industriale                                  | Indica la presenza di una zona industriale.                                           |
|                 | Estintore                                         | Indica la presenza di un estintore.                                                   |
|                 | Informazioni                                      | Indica la presenza di un punto informazioni.                                          |
|                 | Assistenza meccanica                              | Indica la presenza di un'officina di riparazioni.                                     |
|                 | Rifornimento                                      | Indica la presenza di un posto di rifornimento.                                       |
|                 | Rifornimento con GPL                              | Indica la presenza di un posto di rifornimento con GPL.                               |
|                 | Bar                                               | Indica la presenza di un bar.                                                         |
|                 | Ristorante                                        | Indica la presenza di un ristorante.                                                  |
|                 | Albergo-motel                                     | Indica la presenza di un albergo o un motel.                                          |
|                 | Ostello della gioventù                            | Indica la presenza di un ostello della gioventù.                                      |
|                 | Cottage                                           | Indica la presenza di un cottage.                                                     |
|                 | Campeggio                                         | Indica un campeggio.                                                                  |
|                 | Campeggio o terreno per roulotte                  | Indica un campeggio od un terreno per la sosta di roulotte o motorhome.               |
|                 | Area pic-nic                                      | Indica la presenza di un'area pic-nic.                                                |
|                 | Bagni pubblici                                    | Indica la presenza di servizi igienici pubblici.                                      |
|                 | Luogo di balneazione                              | Indica la presenza di un luogo in cui è possibile la balneazione.                     |
|                 | Area esterna                                      | Indica la presenza di un luogo di ricreazione.                                        |
|                 | Punto di partenza per un percorso escursionistico | Indica la presenza di percorso escursionistico con partenza nei pressi del segnale.   |
|                 | Seggiovia                                         | Indica la presenza di una seggiovia.                                                  |
|                 | Skilift                                           | Indica la presenza di uno skilift.                                                    |
|                 | Campo da golf                                     | Indica la presenza di un campo da golf.                                               |
|                 | Punto di pesca                                    | Indica la presenza di un fiume o lago o mare in cui si può pescare.                   |
|                 | Attrazione turistica                              | Indica la presenza di un'attrazione turistica.                                        |
|                 | Percorso turistico                                | Indica la presenza di un percorso turistico.                                          |
|                 | Area turistica                                    | Indica la presenza di un'area turistica.                                              |
|                 | Punto di riferimento                              | Indica la presenza di un punto di riferimento.                                        |

## Pannelli integrativi
| Segnale svedese | Significato                       | Spiegazione |
|                 | Distanza ed estesa                | Indicano la distanza alla prescrizione indicata e per quanti metri o chilometri il segnale è valido. Se parte da 0 il segnale è subito valido. |
|                 | Distanza                          | Indica la distanza alla prescrizione indicata. |
|                 | Distanza allo STOP                | Indica la distanza al segnale di fermarsi e dare precedenza. |
|                 | Larghezza                         | Indica la larghezza specifica. |
|                 | Peso                              | Indica il peso specifico per il segnale a cui si riferisce. |
|                 | Limite temporale                  | Indica la durata temporale a cui il pannello integrativo si riferisce. Le cifre bianche o nere senza parentesi si riferiscono ai giorni feriali (tranne i prefestivi). Le cifre tra parentesi in bianco o nero si riferiscono al sabato o ad un giorno prefestivo. I numeri rossi si riferiscono alla domenica o ad un giorno festivo. |
|                 | Zona disco                        | Indica che per parcheggiare in quella zona è necessario il disco orario, per quanti minuti è consentita la sosta e gli orari di applicazione di tale prescrizione. |
|                 | Disabili                          | Indica che la prescrizione è riservata alle persone con disabilità. |
|                 | Ipovedenti                        | Indica che la prescrizione è riservata alle persone ipovedenti. |
|                 | Ipoudenti                         | Indica che la prescrizione è riservata alle persone ipoudenti. |
|                 | Inizio, continuazione o fine      | Indicano l'inizio, la continuazione o la fine di una prescrizione. |
|                 | Segnali di direzione              | Indicano la direzione per la quale si vuole riferire il segnale a cui sono applicati. |
|                 | Andamento della strada principale | Indicano l'andamento della strada principale. |
|                 | Disposizione dei posti auto       | Indicano la disposizione dei posti auto. |

## Altri segnali
| Segnale svedese | Significato                 | Spiegazione |
|                 | Delineatore di curva        | Indica l'andamento della curva in cui è installato.                                                                          |
|                 | Limiti di velocità generali | Indica i limiti generali di velocità presenti nello Stato, validi per le autovetture. È posto in prossimità delle frontiere. |